# JC Ferrero Challenger Open 2023 - Doppio
Il doppio del torneo di tennis professionistico JC Ferrero Challenger Open 2023, facente parte della categoria Challenger 100 nell'ambito dell'ATP Challenger Tour 2023, si è giocato dal 2 all'8 ottobre ad Alicante, in Spagna. Tra le sedici coppie di partecipanti erano assenti Robin Haase e Albano Olivetti, i detentori del titolo.
In finale Niki Kaliyanda Poonacha e Divij Sharan hanno sconfitto Jeevan Nedunchezhiyan e John-Patrick Smith con il punteggio di 6–4, 3–6, [10–7].

## Teste di serie
1. Miguel Ángel Reyes Varela /  David Vega Hernández (quarti di finale)
2. Nicolás Barrientos /  André Göransson (quarti di finale)

1. Jeevan Nedunchezhiyan /  John-Patrick Smith (finale)
2. Niki Kaliyanda Poonacha /  Divij Sharan (campioni)

## Wildcard
1. Alejandro Manzanera Pertusa /  Emilio Nava (primo turno)

1. Dali Blanch /  Darwin Blanch (primo turno, ritirati)

## Alternate
1. Jack Vance /  Tennyson Whiting (primo turno)

## Tabellone

### Legenda
| - Q = Qualificato - WC = Wild card - LL = Lucky loser | - ALT = Alternate - SE = Special Exempt - PR = Protected Ranking | - w/o = Walkover - r = Ritirato - d = Squalificato |

|  | Primo turno | Primo turno                      | Primo turno                      | Primo turno              | Primo turno |  |  | Quarti di finale | Quarti di finale                 | Quarti di finale              | Quarti di finale              | Quarti di finale |   |      | Semifinali | Semifinali                           | Semifinali | Semifinali                               | Semifinali |   |     | Finale | Finale | Finale | Finale | Finale |  |
|  |             |                                  |                                  |                          |             |  |  |                  |                                  |                               |                               |                  |   |      |            |                                      |            |                                          |            |   |     |        |        |        |        |        |  |
|  | 1           | MÁ Reyes Varela D Vega Hernández | MÁ Reyes Varela D Vega Hernández | 6                        | 6           |  |  |                  |                                  |                               |                               |                  |   |      |            |                                      |            |                                          |            |   |     |        |        |        |        |        |  |
|  | Alt         | J Vance T Whiting                | J Vance T Whiting                | 0                        | 1           |  |  | 1                | MÁ Reyes Varela D Vega Hernández | 5                             | 6                             | [8]              |   |      |            |                                      |            |                                          |            |   |     |        |        |        |        |        |  |
|  |             | J Echeverría A Moro Cañas        | J Echeverría A Moro Cañas        | 4                        | 4           |  |  |                  | M Bellucci M Echargui            | 7                             | 3                             | [10]             |   |      |            |                                      |            |                                          |            |   |     |        |        |        |        |        |  |
|  |             | M Bellucci M Echargui            | M Bellucci M Echargui            | 6                        | 6           |  |  |                  |                                  |                               |                               |                  |   |      |            | M Bellucci M Echargui                | 1          | 7                                        | [8]        |   |     |        |        |        |        |        |  |
|  | 4           | N Kaliyanda Poonacha D Sharan    | 7                                | 2                        | [12]        |  |  |                  |                                  | 4                             | N Kaliyanda Poonacha D Sharan | 6                | 5 | [10] |            |                                      |            |                                          |            |   |     |        |        |        |        |        |  |
|  |             | S Gulin L Pokorný                | 64                               | 6                        | [10]        |  |  | 4                | N Kaliyanda Poonacha D Sharan    | N Kaliyanda Poonacha D Sharan | 6                             | 6                |   |      |            |                                      |            |                                          |            |   |     |        |        |        |        |        |  |
|  |             | D Cukierman J Paris              | D Cukierman J Paris              | 6                        | 6           |  |  |                  | D Cukierman J Paris              | D Cukierman J Paris           | 1                             | 3                |   |      |            |                                      |            |                                          |            |   |     |        |        |        |        |        |  |
|  |             | F Ferreira Silva F Maestrelli    | F Ferreira Silva F Maestrelli    | 2                        | 4           |  |  |                  |                                  |                               |                               |                  |   |      | 4          | Niki Kaliyanda Poonacha Divij Sharan | 6          | 3                                        | [10]       |   |     |        |        |        |        |        |  |
|  |             | B Harris A Santillan             | B Harris A Santillan             | 78                       | 6           |  |  |                  |                                  |                               |                               |                  |   |      |            |                                      | 3          | Jeevan Nedunchezhiyan John-Patrick Smith | 4          | 6 | [7] |        |        |        |        |        |  |
|  | WC          | A Manzanera Pertusa E Nava       | A Manzanera Pertusa E Nava       | 6                        | 4           |  |  |                  | B Harris A Santillan             | B Harris A Santillan          | 2                             | 2                |   |      |            |                                      |            |                                          |            |   |     |        |        |        |        |        |  |
|  |             | M Neuchrist V Orlov              | M Neuchrist V Orlov              | 4                        | 3           |  |  | 3                | J Nedunchezhiyan J-P Smith       | J Nedunchezhiyan J-P Smith    | 6                             | 6                |   |      |            |                                      |            |                                          |            |   |     |        |        |        |        |        |  |
|  | 3           | J Nedunchezhiyan J-P Smith       | J Nedunchezhiyan J-P Smith       | 6                        | 6           |  |  |                  |                                  |                               |                               |                  |   |      | 3          | J Nedunchezhiyan J-P Smith           | 6          | 3                                        | [12]       |   |     |        |        |        |        |        |  |
|  |             | N Chappell M Damm                | N Chappell M Damm                | 7                        | 7           |  |  |                  |                                  |                               | N Chappell M Damm             | 4                | 6 | [10] |            |                                      |            |                                          |            |   |     |        |        |        |        |        |  |
|  |             | Í Cervantes I Zelenay            | Í Cervantes I Zelenay            | 64                       | 62          |  |  |                  | N Chappell M Damm                | N Chappell M Damm             | 7                             | 6                |   |      |            |                                      |            |                                          |            |   |     |        |        |        |        |        |  |
|  | WC          | Dal Blanch Dar Blanch            | Dal Blanch Dar Blanch            | Dal Blanch Dar Blanch    |             |  |  | 2                | N Barrientos A Göransson         | N Barrientos A Göransson      | 5                             | 3                |   |      |            |                                      |            |                                          |            |   |     |        |        |        |        |        |  |
|  | 2           | N Barrientos A Göransson         | N Barrientos A Göransson         | N Barrientos A Göransson | w/o         |  |  |                  |                                  |                               |                               |                  |   |      |            |                                      |            |                                          |            |   |     |        |        |        |        |        |  |